# Chlorochaeta agathia
Chlorochaeta agathia là một loài bướm đêm trong họ Geometridae.